# Walmstedtska gården

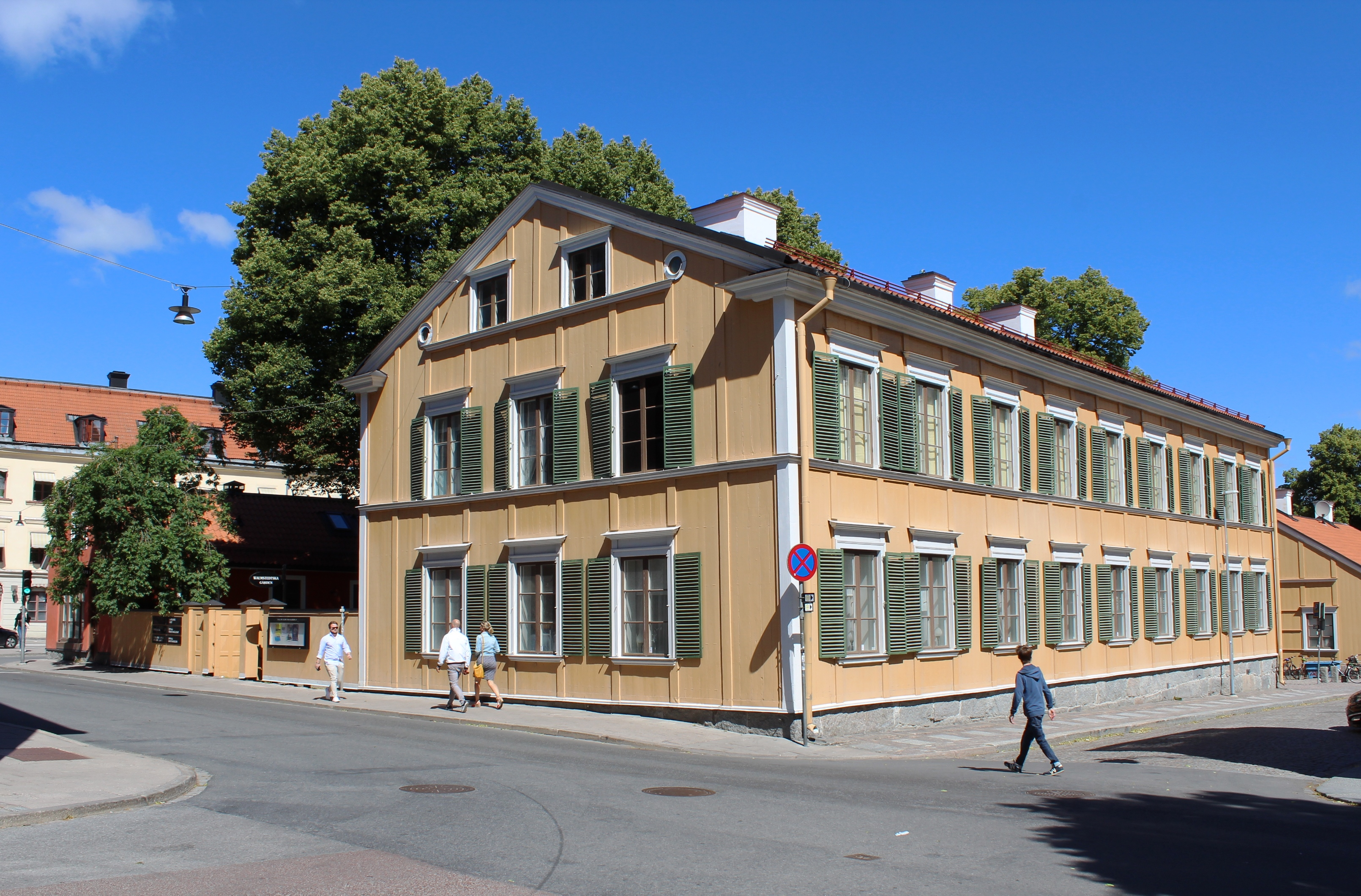
Walmstedtska gården, 2018.

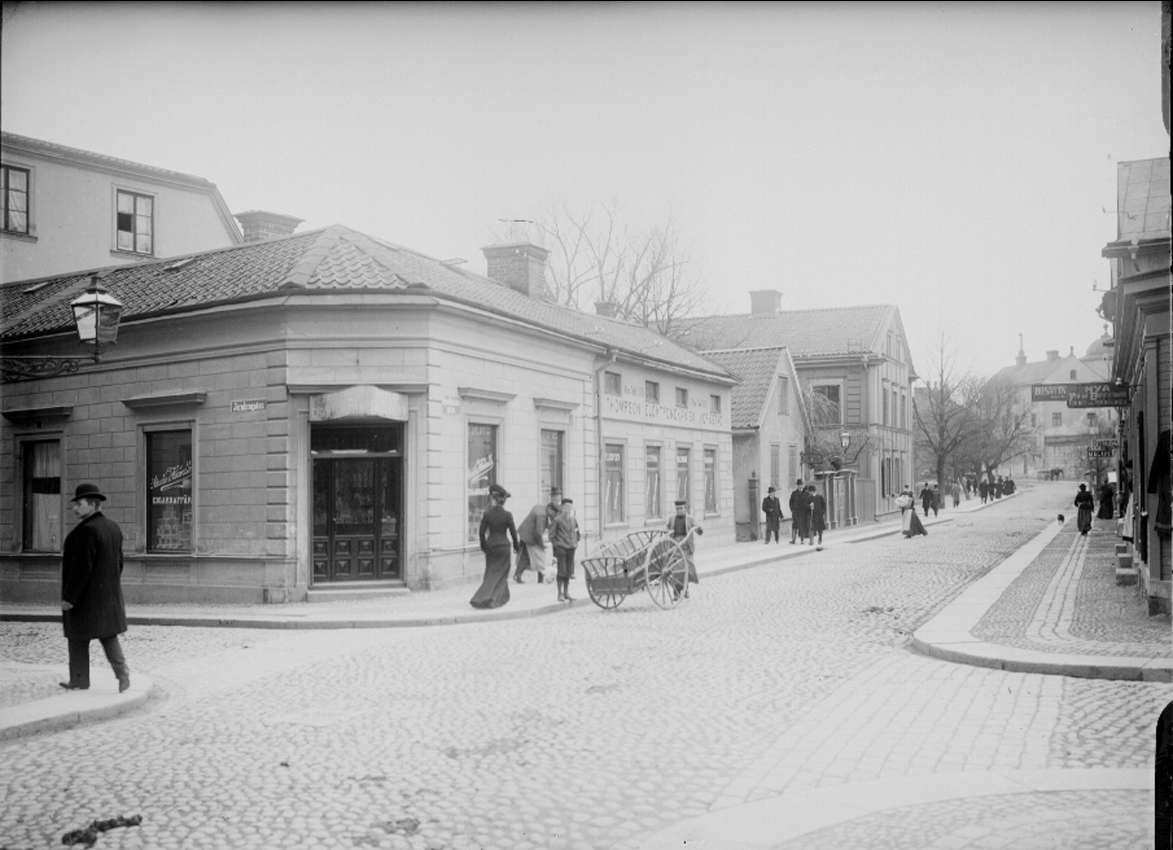
Kvarteret Karin omkring 1901-02. Walmstedska gården är det bortersta huset i vänstra raden.

Walmstedtska gården är en fastighet på Sysslomansgatan 1 i kvarteret Karin i Uppsala. 

## Historia
Bostadshus och uthus började byggas 1855 på uppdrag av professorn Lars Peter Walmstedt. Han dog emellertid innan bygget var färdigt och hans son, professorn Lars Edvard Walmstedt, fullföljde byggnationerna 1859–1860. Denne bodde själv i husets övervåning och hyrde ut den undre våningen till två professorskolleger. I den mindre brygg- och bagarstugan på tomten fanns också laboratorium och mineralkabinett, då både far och son Walmstedt var professorer i geologi och mineralogi.
Uppsala stad valde att avstå från att få Lars Edvard Walmstedts hem dokumenterat. Man nöjde sig med bilder från hyresgästen Herman Rydin. Fullständig dokumentation hade annars gått att få av tidigare ägaren, professorskan Walmstedts brorson, majoren C.E. Ljungdahl, vilken med sin familj bebodde fastigheten till 1927. Dennes barn ägde Walmstedtska gården tills de sålde den till Uppsala stad. C.E. Ljungdahl levde till 1975, och ställde sig välvillig till att hjälpa till med inredningen av professorshemmet. Han ärvde 1913 gården och det allra mesta av de walmstedtska inventarierna och samlingarna.

## Herman Rydins lägenhet
En trappa upp i bostadshuset är idag Herman Rydins våning inrymd. Lägenheten är en rekonstruktion av den lägenhet som familjen Rydin hyrde på nedre botten i Walmstedtska gården från 1860. Bostaden är på sex rum och kök och visar ett högborgerligt hem från 1800-talets senare del. Våningen är idag filial till Upplandsmuseet och visas för bokade grupper.
Herman Rydin gifte aldrig om sig efter hustruns död vid 33 års ålder, men bodde kvar i hemmet fram till sin död 1904. Det dagliga hushållet och barnen sköttes av husan Lovisa och köksan Gustava. Hemmet är väldokumenterat. Rekonstruktionen av våningen bygger dels på den fotodokumentation som gjordes av fotografen Alfred Dahlgren 1905, dels på bouppteckningar, men framförallt på sonen Herman Rydins memoarer.